# Southern Railway Building
El Southern Railway Building es un edificio de oficinas histórico ubicado en Washington D. C., Estados Unidos. Fue construido en 1928-1929 por el arquitecto local Waddy Butler Wood como sede ejecutiva del Southern Railway. El edificio de once pisos fue diseñado en el estilo clásico despojado con elementos tempranos del Art déco, y fue construido con una estructura de acero y concreto con fachada de piedra caliza y asentada sobre una base de granito. El sitio funcionó como sede del ferrocarril hasta 1982, cuando la empresa se fusionó con Norfolk and Western Railway. El recién formado Norfolk Southern Railway trasladó su sede a Norfolk, Virginia, y el Southern Railway Building pasó a ser de propiedad privada con múltiples inquilinos. Fue incluido en el Registro Nacional de Lugares Históricos y en el Inventario de Sitios Históricos del Distrito de Columbia en 2016. También es una propiedad contribuidora al Distrito Histórico Financiero.

## Arquitectura
El Southern Railway Building se construyó con una estructura de acero y hormigón y revestido de piedra caliza, descansando sobre una base baja de granito. El edificio fue diseñado en una versión minimalista del Neoclasicismo y está separado verticalmente en una columna de tres partes: una masa principal de ocho pisos que consta de una base de tres pisos y un eje de cinco pisos, rematado por un capitel similar a un templo de tres pisos. El edificio mide 130 pies (39,6 m) de altura, y su fachada principal de 13 tramos se extiende 217 pies (66,1 m) en 15th Street frente a McPherson Square. Esa elevación incluye una entrada empotrada de tres bahías con puertas dobles de bronce rodeadas por un marco y rejas de bronce y las palabras «SOUTHERN RAILWAY» en letras mayúsculas estilizadas.
La característica principal del eje del edificio son las pilastras de orden gigante que se extienden por los cuatro pisos intermedios de la estructura. Por encima de ellos, las ventanas perforadas del octavo piso actúan como una cornisa antes del retranqueo de tres pisos. Esa sección, que extiende la altura del edificio a los 130 pies (39,6 m) máximos permitidos por la ciudad, está separado en su apariencia del resto del edificio e incluye pilastras dóricas flanqueadas por pares de columnas. El efecto general es el de un templo asentado sobre una base. La elevación norte de 11 bahías del edificio es similar a la del este, aunque no hay pares de columnas a ambos lados del retroceso. Una renovación del edificio en 1995 vio tres entradas centrales cortadas en la planta baja en la fachada norte; Si bien las puertas en sí son modernas, se conservaron los marcos de bronce y las enjutas de las ventanas previamente existentes.
Los despachos profesionales ocupan la mayoría de las plantas del edificio. Las entradas que dan a la calle brindan acceso al espacio minorista en la planta baja, y se llega a las oficinas a través de un ascensor ubicado dentro de un vestíbulo de dos pisos revestido de mármol. Un penthouse contiene las antiguas oficinas del presidente del Southern Railway, que a 2009 incluye su chimenea y repisa originales.

## Historia

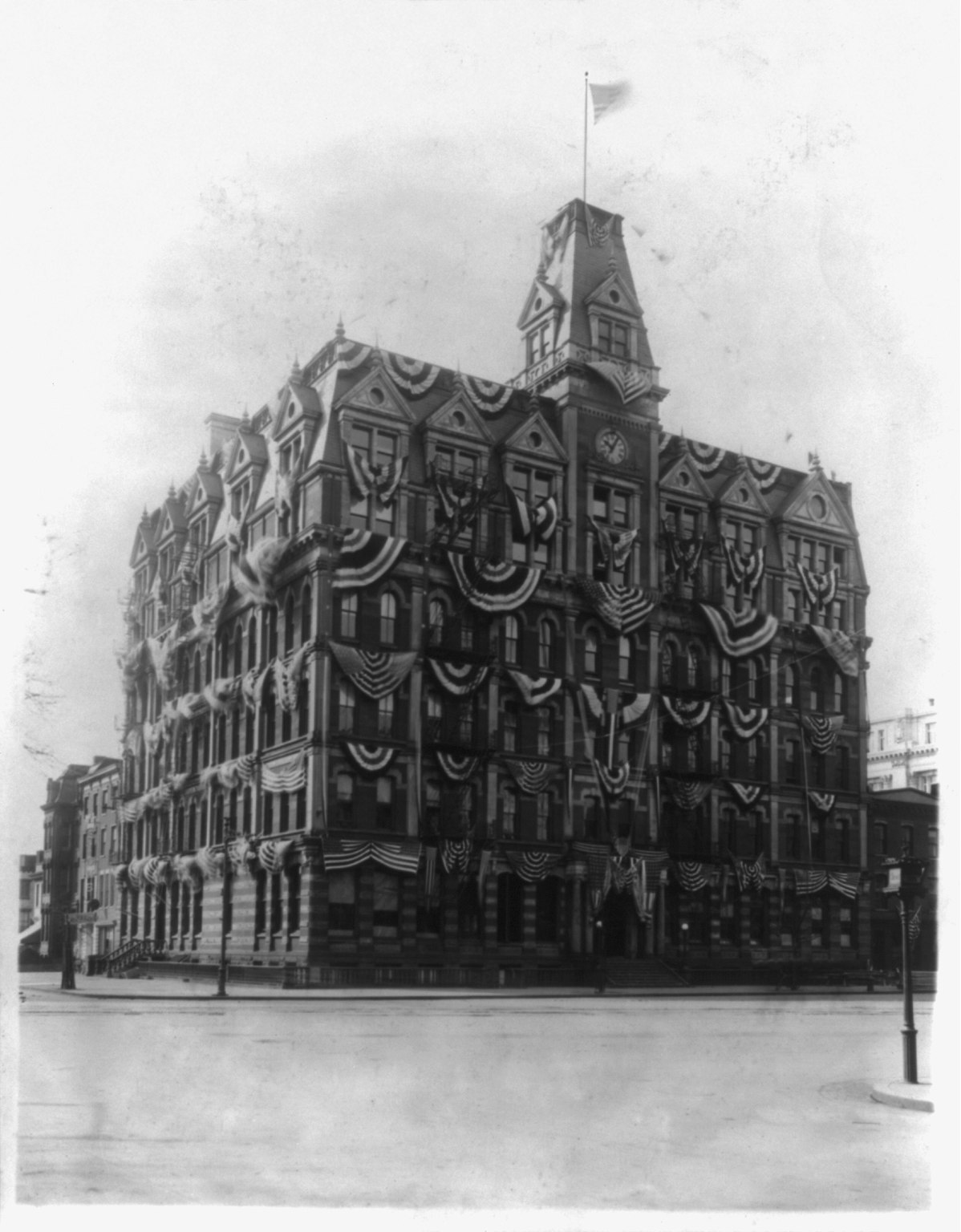
El Southern Railway Building en 1871.

El Southern Railway se creó en 1894 cuando los financistas ferroviarios J.P. Morgan & Co. supervisaron la reorganización de dos líneas en dificultades, Richmond & Danville y East Tennessee, Virginia y Georgia. La nueva empresa conservó el edificio de la sede de Richmond & Danville en Washington D. C., ubicado en la intersección de 13th Street y Avenida Pensilvania. Ese edificio, construido en 1871 en estilo Segundo Imperio, fue destruido por un incendio en 1916, y la empresa construyó una nueva estructura en el mismo lugar.
En 1926, el gobierno federal aprobó la Ley de Edificios Públicos, que autorizaba los fondos necesarios para comprar propiedades a lo largo de Avenida Pensilvania con el fin de construir oficinas gubernamentales. Más tarde se recomendó que el edificio del Southern Railway Building de 1916 – que un congresista estadounidense calificó como «el edificio con peor aspecto de la avenida» – se incluyera en el proyecto. Southern Railway, que en ese momento empleaba a 2200 personas en el edificio, consideró trasladar su sede fuera de Washington en caso de que se produjera la venta. Los líderes empresariales locales, incluidos los jefes de la cámara de comercio y la asociación de comerciantes, presionaron a la empresa para que permaneciera en la ciudad. A pesar de la adquisición de la propiedad por parte del gobierno en 1928, Southern Railway decidió comprar un sitio de 11 parcelas en las calles 15 y K por más de $ 1,6 millones. Si bien sus oficinas ejecutivas permanecieron en DC, Southern Railway trasladó su departamento de contabilidad a Atlanta, Georgia, lo que resultó en que menos de la mitad de su fuerza laboral anterior con base en Washington permaneciera en la ciudad.
La compañía logró elevar el límite de altura del edificio en su nuevo sitio de 90 pies (27,4 m) a 110 pies (33,5 m). Un retroceso en la parte superior del edificio – permitido por las leyes de zonificación de la ciudad – elevó su altura final a 130 pies (39,6 m). Southern Railway contrató al arquitecto del área de DC, Waddy Butler Wood, para diseñar la nueva estructura, que, según afirmó, se inspiraría en la Acrópolis de Atenas. La ceremonia de colocación de la piedra angular del edificio en diciembre de 1928 fue realizada por masones locales, y la paleta de albañil y el mazo de juez utilizados fueron los mismos que los utilizados por George Washington, quien era un maestro masón, cuando colocó la piedra angular del Capitolio de los Estados Unidos.
Como parte de la construcción del edificio, se retiraron elementos decorativos, incluida la repisa de la chimenea y los paneles de la pared, de la Casa William Aiken en Charleston, Carolina del Sur, y se instalaron en las oficinas ejecutivas del último piso del Southern Railway Building. La empresa había tomado posesión de la casa en 1899, cuando adquirió la South Carolina Canal and Railroad Company – de la que William Aiken Sr. había sido el primer presidente – y la utilizó como su base de operaciones en Charleston. Cuando Southern Railway donó la Casa Aiken al Fondo Nacional para la Preservación Histórica en 1978, la presentación se llevó a cabo en las oficinas ejecutivas del edificio de DC. El presidente de Southern Railway, L. Stanley Crane, comentó que era «particularmente apropiado que la presentación se hiciera en esta sala, que alguna vez fue parte de la Casa Aiken».
El edificio sirvió como sede ejecutiva de Southern Railway hasta 1982, cuando la compañía se fusionó con Norfolk and Western Railway, con sede en Roanoke, Virginia. El recién formado Norfolk Southern Railway trasladó su sede a Norfolk, Virginia y abandonó las oficinas de Washington D. C.. En 1987, Norfolk Southern se asoció con un promotor inmobiliario para remodelar el interior del Southern Railway Building y restaurar su exterior. La renovación de dos años y valorada en 50 millones de dólares añadió más de 20 pies cuadrados (185,8 dm²) de espacio de oficinas a la instalación. El vestíbulo y las oficinas ejecutivas del último piso permanecieron prácticamente intactos. Una segunda renovación se produjo en 1995. El edificio figuraba en el Registro Nacional de Lugares Históricos y en el Inventario de Sitios Históricos del Distrito de Columbia en 2016. Fue designada propiedad contribuyente al Distrito Histórico Financiero el año siguiente y a 2022, el edificio era propiedad de Grosvenor Group y albergaba espacios comerciales y de oficinas de lujo en la planta baja.